# ويلارد إل. بومان
ويلارد إل. بومان هو سياسي أمريكي، ولد في 18 أغسطس 1919 في غراند رابيدز في الولايات المتحدة، وتوفي في 3 ديسمبر 1975. انتخب عضو مجلس نواب ألاسكا ‏ (1970 – 3 ديسمبر 1975).